# Campionati norvegesi di sci alpino 1967
I Campionati norvegesi di sci alpino 1967 si svolsero a Voss il 25 e il 26 febbraio; furono assegnati i titoli di slalom gigante, slalom speciale e combinata, sia maschili sia femminili.

## Risultati

### Uomini

#### Slalom gigante
| Pos. | Atleta      | Nazione  |
| ---- | ----------- | -------- |
| 1    | Håkon Mjøen | Norvegia |
| 2    | Lasse Hamre | Norvegia |
| 3    | Hans Bjørge | Norvegia |

Data: 25 febbraio

#### Slalom speciale
| Pos. | Atleta        | Nazione  |
| ---- | ------------- | -------- |
| 1    | Håkon Mjøen   | Norvegia |
| 2    | Otto Tschudi  | Norvegia |
| 3    | Bjarne Strand | Norvegia |

Data: 26 febbraio

#### Combinata
| Pos. | Atleta        | Nazione  |
| ---- | ------------- | -------- |
| 1    | Håkon Mjøen   | Norvegia |
| 2    | Lasse Hamre   | Norvegia |
| 3    | Bjarne Strand | Norvegia |

Data: 25-26 febbraio

### Donne

#### Slalom gigante
| Pos. | Atleta       | Nazione  |
| ---- | ------------ | -------- |
| 1    | Aud Hvammen  | Norvegia |
| 2    | Dikke Eger   | Norvegia |
| 3    | Kirsten Aune | Norvegia |

Data: 25 febbraio

#### Slalom speciale
| Pos. | Atleta         | Nazione  |
| ---- | -------------- | -------- |
| 1    | Dikke Eger     | Norvegia |
| 2    | Aud Hvammen    | Norvegia |
| 3    | Bente Aanjesen | Norvegia |

Data: 26 febbraio

#### Combinata
| Pos. | Atleta       | Nazione  |
| ---- | ------------ | -------- |
| 1    | Dikke Eger   | Norvegia |
| 2    | Aud Hvammen  | Norvegia |
| 3    | Kirsten Aune | Norvegia |

Data: 25-26 febbraio